# Helicopsyche cubana
Helicopsyche cubana är en nattsländeart som beskrevs av John M. Kingsolver 1964. Helicopsyche cubana ingår i släktet Helicopsyche och familjen Helicopsychidae. Inga underarter finns listade i Catalogue of Life.

## Bildgalleri

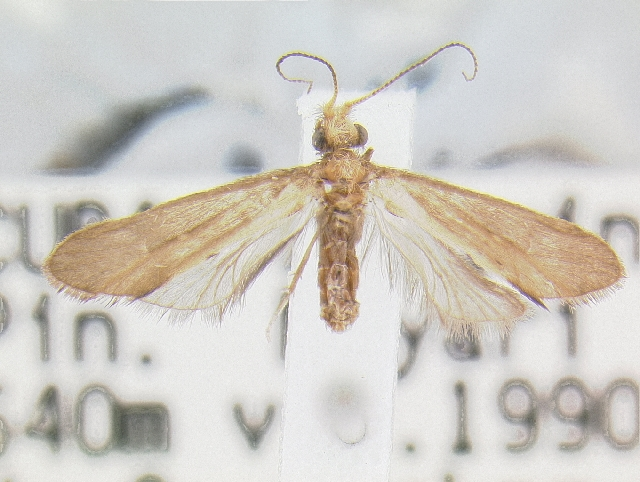
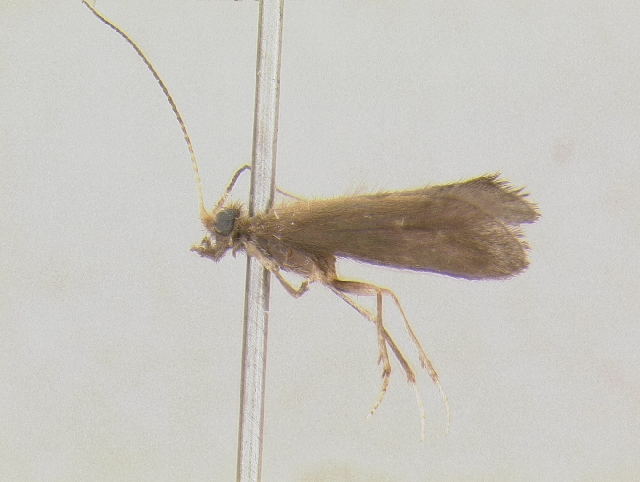